# Олександра та Костянтин
Олександра та Костянтин (A&K; біл. Аляксандра і Канстанцін, рос. Александра и Константин) — білоруський музичний дует, представники Білорусі на конкурсі пісні Євробачення 2004.

## Історія
У склад дуету входять Олександр Кірсанова (Олександра; біл. Аляксандра Кірсанава) та Костянтин Драпезо (Костянтин; біл. Канстанцін Драпеза). Колектив було створено 1998 року у місті Борисов. Спочатку репертуар виконавців складався з кавер-версій всесвітньо відомих пісень, а з 1999 року музиканти почали працювати у стилі модерн-фолк та записувати власний матеріал. У 2000 році A&K стали лауреатами телевізійного конкурсу молодих естрадних артистів «Зіркова ростань» і як головний приз отримали 100 годин запису в студії Білтелерадіокомпанії.
У 2001 році був випущений альбом «За ліхімі за маразамі». З того часу почалася зіркова кар'єра дуету: гурт виступав у Білорусі, Росії, Польщі та інших країнах, а також сталв лауреатом багатьох міжнародних конкурсів і фестивалів: «Слов'янський базар-2002», «Ethnosfera-2002», «Астана-2003» «Palangos Gaida-2005», «Discovery-2006». Дует Олександри і Костянтина був визнаний найкращим фольк-колективом 2004 року за результатами телевізійного фестивалю «На скрыжаваньнях Эўропы».
Того ж року A&K отримали можливість представляти Білорусь на конкурсі пісні Євробачення 2004 з піснею «My Galileo». Вони стали першими представниками своєї країни на цьому конкурсі і зайняли 19 місце в півфіналі.

## Дискографія
- За ліхімі за маразамі («Ковчег», 2001)
- Сойка (2003)
- A&K Лепшае (West Records[be], 2004)
- Аўтаномная Навігацыя (West Records[be], 2006)
- Ключы златыя (Vigma[be], 2010)
- М1 (Vigma[be], 2013)[3]

### EP
- My Galileo. The Best (2004)
- Масьленіца (2011)[4]